# Carl Erik Hallström (instrumentmakare)
Carl Erik Hallström, född 16 juli 1818 i Strängnäs, död 11 oktober 1875 i Nora bergsförsamling, Nora. Han var en svensk instrumentmakare i Nora mellan 1849 och 1875. Hallström samarbetade mellan 1850 och 1855 med Anders Gustaf Rosenberg.

## Biografi
Hallström föddes 16 juli 1818 i Strängnäs Han var son till karduansmakare L. E. Hallström och Stina Engman.Flyttad 1849 till nummer 35 i Nora. Hallström flyttade 1858 till nummer 83 i Nora. Hallström avled 11 oktober 1875 i Nora.
Hallström gifte sig 19 december 1856 med Carolina Dorothea Fernblad.

## Medarbetare och gesäller
- 1858-1861 - Carl Andersson (född 1841). Han var lärling hos Hällström.
- 1858-1861 - Carl Igelström (född 1838). Han var gesäll hos Hällström.
- 1862-1864 - Carl Erik Nordahl (född 1834). Han var gesäll hos Hällström.
- 1865-1866 - Olof Olsson (född 1836). Han var gesäll hos Hällström.
- 1873-1874 - Axel Leonard Nilsson (född 1858). Han var lärling hos Hallström.